# Посольство України в Канаді

Консульські округи України в Канаді

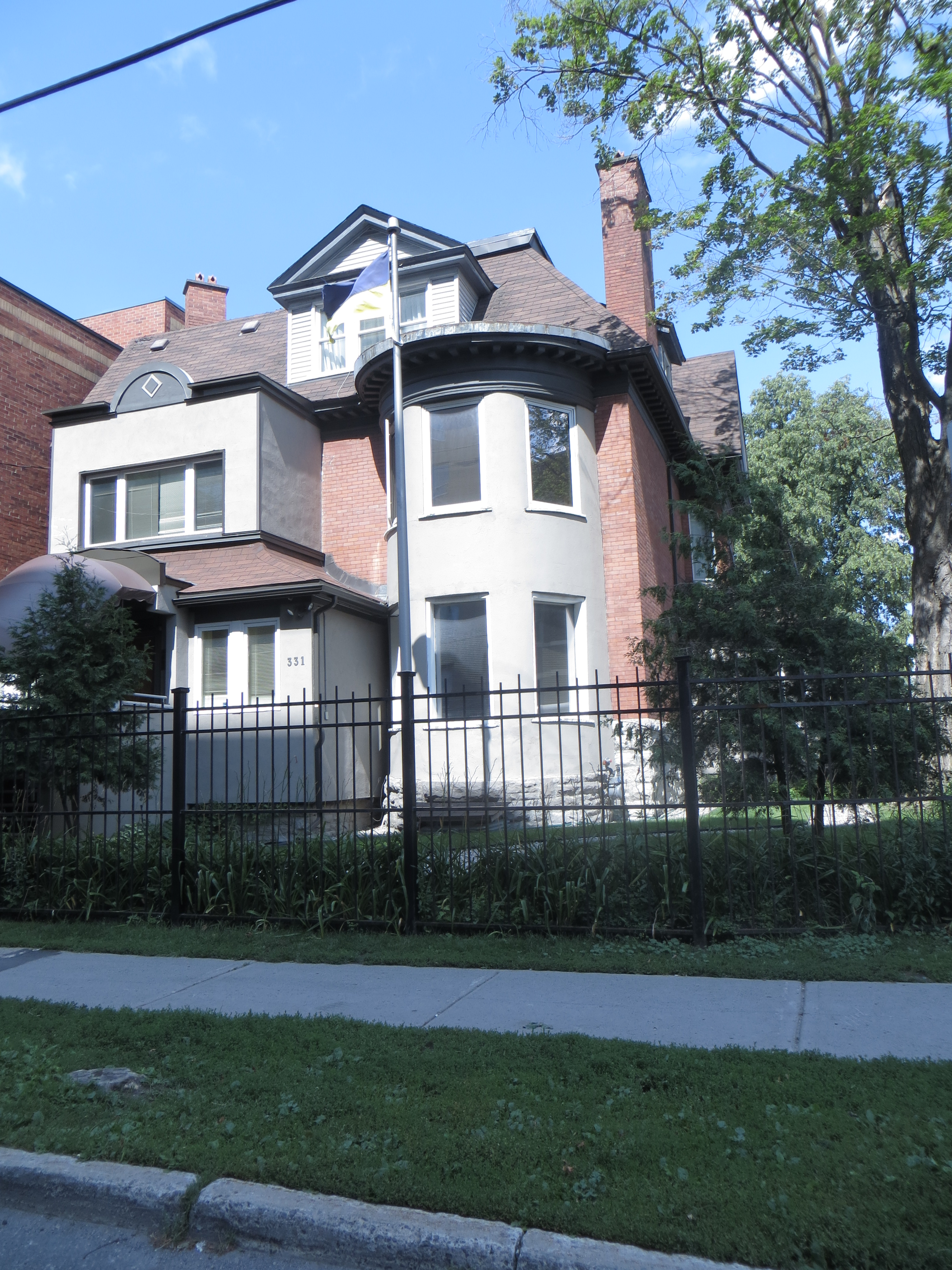
Консульський відділ

Посольство України в Канаді — дипломатична установа України в Оттаві.

## Адреса посольства
- 310 Somerset Street West, Ottawa, ON K2P 0J9 Canada.

## Час роботи
Робочі дні: понеділок — п'ятниця з 08:00 — 17:00, Обідня перерва: 12:00 — 13:00

## Історія посольства
2 грудня 1991 року Канада, перша західна держава, визнала незалежність України. 27 січня 1992 року шляхом обміну нотами між Міністром закордонних справ України Анатолієм Зленком та Міністром закордонних справ Канади Барбарою МакДугал між Україною та Канадою були встановлені дипломатичні відносини.

### Будинок Посольства України в Канаді
У 1994 році для потреб Посольства був придбаний за 1,8 млн доларів будинок № 331 на вулиці Сомерсет Вест, який розташований у центрі Оттави в 700 метрах від будинку на вулиці Меткалф. Велика частина коштів, витрачених на придбання цієї нерухомості, надійшла з Фонду Конґресу Українців Канади для допомоги українському Посольству.
До цього в будинку розміщувалося федеральне бюро Нової демократичної партії Канади, яка, програвши на виборах до Парламенту Канади у 1993 році, ухвалила рішення про продаж цієї нерухомості.
Нове приміщення Посольства давало можливість розмістити усі сектори диппредставництва у зручних робочих кабінетах, а також влаштовувати зустрічі з представниками української громади Канади, канадськими високопосадовцями та дипломатами інших країн. Попередній будинок Посольства був залишений для потреб консульського відділу, де до сьогодні ведеться прийом громадян.
У 1994 році під час візиту Президента України Леоніда Кучми до Канади на території Посольства зі сторони вулиці О'Коннор був посаджений київський каштан, який, вирісши у розлоге дерево, своїм цвітом кожної весни створює для працівників Посольства та гостей, що прибувають з України, атмосферу рідного краю. А у грудні 2002 року фонд «Золотий Скіф» подарував Посольству Пальму Мерцалова, яка була встановлена на подвір'ї диппредставництва поряд із деревом каштану.
Споруда Посольства України в Канаді по вулиці Сомерсет Вест є просторою триповерховою сучасною будівлею, де розміщуються робочі кабінети Посла України в Канаді та дипломатів, проводяться зустрічі з канадськими високопосадовцями, дипломатичними представниками інших країн в Канаді, керівниками українських громадських організацій. У залі Посольства, який вміщує до 150 осіб, відбуваються дипломатичні прийоми, мистецькі виставки, покази фільмів, зустрічі з цікавими особистостями з Канади та України.

### Офіційна резиденція Посла України в Канаді
Восени 1992 року придбано нерухомість на Айленд Парк Драйв. Будинок розміщується у престижній частині Оттави поряд з резиденцією мексиканського Посла. 3а нього було сплачено 675 тис. доларів. У 1993 році другу річницю незалежності України відзначали урочистим прийомом в резиденції Посла України в Канаді на Айленд Парк Драйв, куди були запрошені численні канадські урядовці та іноземні дипломати.

### Консульський відділ
10 вересня 1992 року відомий бізнесмен та меценат українського походження Ераст Гуцуляк уклав Угоду про придбання за 615 тис. доларів будинку № 331 на вулиці Меткалф в Оттаві та від імені своєї родини передав його у подарунок Уряду України для розміщення в ньому Посольства України в Канаді. Цей будинок розташований у престижному районі Оттави поблизу Парламенту Канади, Департаменту закордонних справ та міжнародної торгівлі Канади і мерії міста.
1 грудня 1992 року було офіційно відкрито Посольство України в Канаді. Священики української православної та католицької церков освятили національний прапор України разом з землею, привезеною з України. На офіційне відкриття Посольства України до Канади з Києва прибули Перший заступник Міністра закордонних справ України Микола Макаревич і голова директорату двосторонніх відносин Міністерства закордонних справ України Борис Корнєєнко.
На сьогоднішній день будинок на вулиці Меткалф залишається у власності України. У ньому розміщується консульський відділ Посольства України в Канаді і житлові приміщення.

## Керівники дипломатичної місії
1. Родіонов Олексій (1991—1992), тимчасовий повірений у справах України в Канаді[1]
2. Лук'яненко Левко Григорович (1992—1993), перший посол України в Канаді.
3. Батюк Віктор Гаврилович (1993—1996)
4. Фуркало Володимир Васильович (1996—1998)
5. Хандогій Володимир Дмитрович (1998—1999)
6. Щербак Юрій Миколайович (1999—2003)
7. Маймескул Микола Іванович (2004—2006)
8. Осташ Ігор Іванович (2006—2011)
9. Хоменко Михайло Миколайович (2011—2012) т.п.
10. Шевченко Марко Олександрович (2012) т.п.
11. Пристайко Вадим Володимирович (2012—2014)
12. Шевченко Марко Олександрович (2014—2015) т.п.
13. Шевченко Андрій Віталійович (2015—2021)
14. Буквич Андрій Володимирович (2021—2022) т.п.
15. Ковалів Юлія Ігорівна (2022-2025)
16. Плахотнюк Андрій Миколайович (з 2025)

## Генеральні консули України в Торонто (з 1993)
1. Соботович Олександр (1993—1996)[2]
2. Юшко Олександр (1996—1997)[3][4]
3. Кириченко Микола Миколайович (1997—2000)
4. Логінов Ігор Борисович (2000—2001)
5. Базів Василь Андрійович (2001—2002)
6. Лоссовський Ігор Євгенович (2002—2007)
7. Данилейко Олександр Іванович (2007—2012)
8. Олійник Анатолій Григорович (2012—2014) т.в.о.[5]
9. Давидович Людмила Ярославівна (10.2014-2016) т.в.о.
10. Веселовський Андрій Іванович (2016—2018)
11. Кавецький Святослав Ігорович (2018—2019) в.о.
12. Шевченко Олександр Дмитрович (2020-2024)

## Генеральне консульство України у м. Едмонтон (з 2018)
1. Данилейко Олександр Іванович (2018-)

## Почесні консульства
- Ванкувер — Ігор Любомир Гуцуляк
- Монреаль — Евген Чолій (з 2020)

## Склад Посольства України в Канаді
- Аташе з питань оборони, військово-морський, військово-повітряний аташе, полковник
- Радник
- Перший секретар
- Перший секретар з питань діаспори, преси та культури
- Перший секретар з питань економічного співробітництва
- Перший секретар з консульських питань
- Другий секретар з політичних питань
- Аташе з консульських питань
- Завідувач канцелярією, помічник Посла
- Спеціаліст з фінансових питань